# Александровский, Степан Фёдорович
Степа́н Фёдорович Александро́вский (рус. дореф. Степанъ Өедоровичъ Александровскій; 25 декабря 1842 [6 января 1843], Рига — 1 [14] февраля 1906, Санкт-Петербург) — русский живописец, представитель петербургского академизма пореформенной эпохи, мастер портретной акварели; младший брат инженера-изобретателя Ивана Александровского. Академик (с 1874) и почётный вольный общник (с 1884) Императорской Академии художеств, член Общества поощрения художеств (с 1883), один из учредителей и активных участников Общества русских акварелистов (с 1880). Действительный статский советник (1905).

## Биография

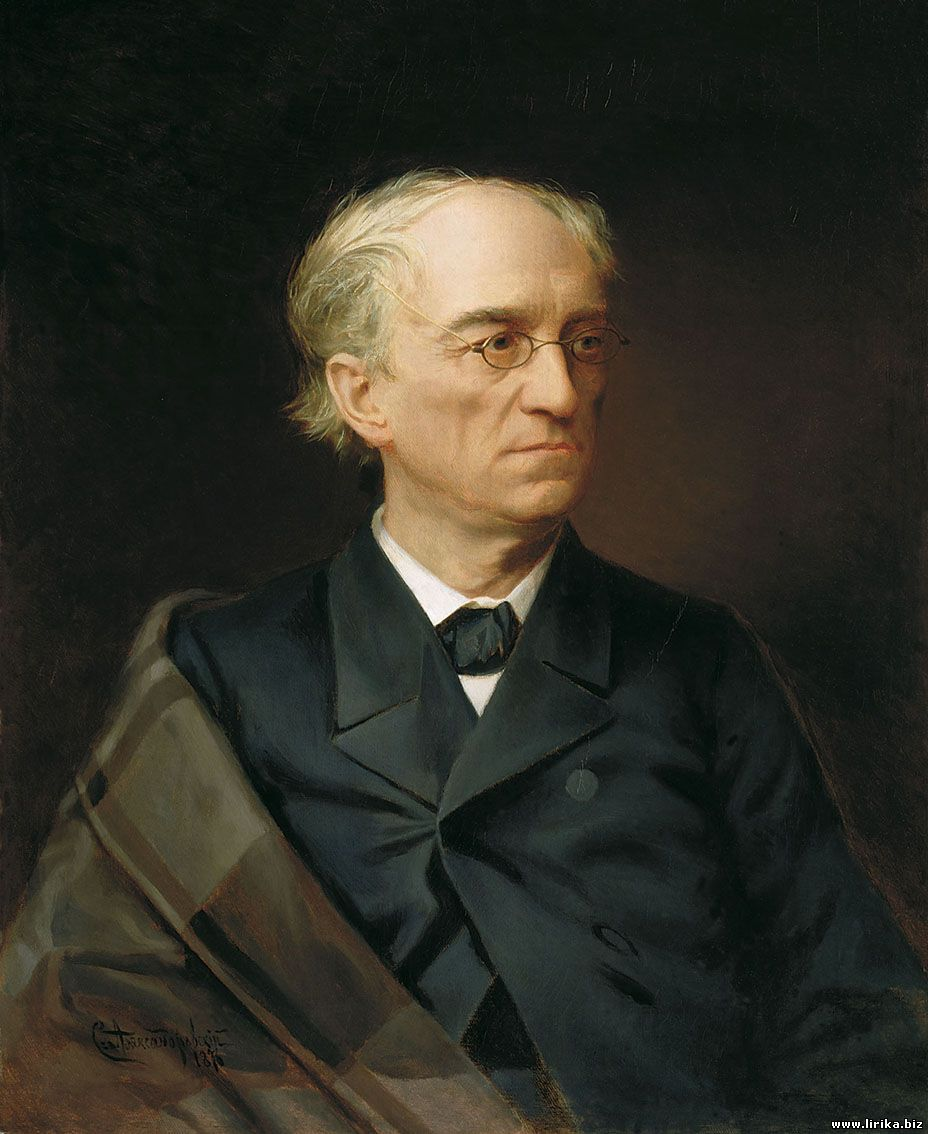
Фёдор Тютчев. 1876
По оригиналу — фотографии Андрея Деньера
Холст, масло. 71,5 × 58,3 см
Третьяковская галерея, Москва

Уроженец Риги, из купеческой семьи. Учился в классической гимназии и планировал посвятить себя медицине, однако после переезда в Санкт-Петербург поступил в Императорскую академию художеств. В 1861 году был награждён малой серебряной медалью за выполненный акварелью автопортрет.
В 1864 году он был удостоен звания свободного художника, в 1868 году получил звание классного художника II степени за работу, предоставленную на академическую выставку. Звание классного художника I степени Александровский получил в 1869 году, тогда на выставку в Академию художеств он предоставил три портрета — девицы Половцевой, госпожи Мак и княгини Мещерской. В 1870-м предоставил работы на соискание звания академика, в их числе были портрет госпожи Ципсер и матери художника — А. Александровской, однако звание получил только в 1874-м за портреты госпожи Амосовой, генерал-лейтенанта Языкова и военного министра Д. А. Милютина.
В 1884 году, с формулировкой «за труды на художественном поприще», был избран почётным вольным общником Академии художеств.
С. Ф. Александровский был одним из основателей «Общества русских акварелистов» и состоял его деятельным членом. Из значительного числа произведений этого художника особенно интересны: вклад в «Коронационный альбом Александра III», 30 портретов представителей среднеазиатских народов, присутствовавших в Москве во время коронования императора (1884; приобретён Его Императорским Величеством), 45 портретов кавалеров знака военного ордена, присутствовавших на открытии в Петербурге памятника славы, в 1886 г., портреты членов посольств бухарского эмира, посещавших российскую столицу в 1886 и в 1889 гг., альбом этюдов и рисунков, сделанных во время путешествия на Восток. В 1895-м и 1897-м уже Николай II приобрёл несколько акварелей Александровского.
С. Ф. Александровский написал также несколько портретов масляными красками; впрочем, сохранилась (и, по совместительству, наиболее известна) лишь одна такая работа — портрет поэта и дипломата Фёдора Тютчева (в Третьяковской галерее в Москве; заказ Павла Третьякова), исполненный по фотографии Андрея Деньера.
Александровский получил множество орденов и наград, в том числе — абиссинский орден Печати Соломона III степени, китайский орден Двойного дракона III класса (1897), орден Св. Анны III степени (1889), орден Османия IV степени (1889), орден Св. Владимира IV степени.
Скончался от кровоизлияния в мозг 1 (14) февраля 1906 года в Петербурге. Был отпет 4 (17) февраля в православном Адмиралтейском соборе, похоронен на Смоленском лютеранском кладбище.

## Галерея

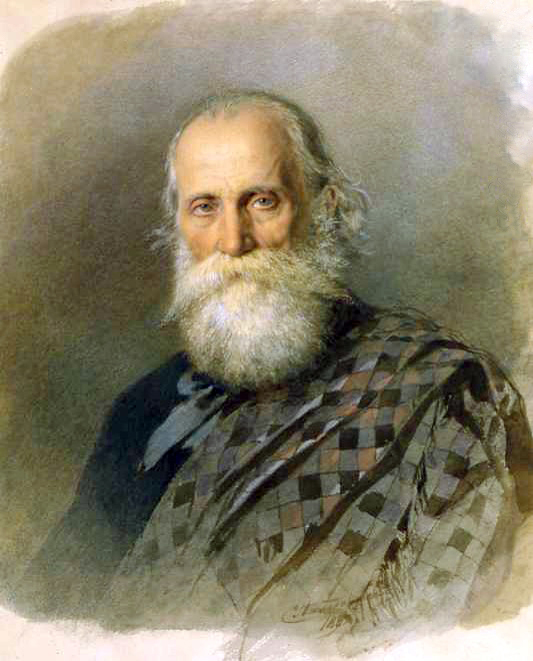
Портрет Луиджи Премацци (1882)
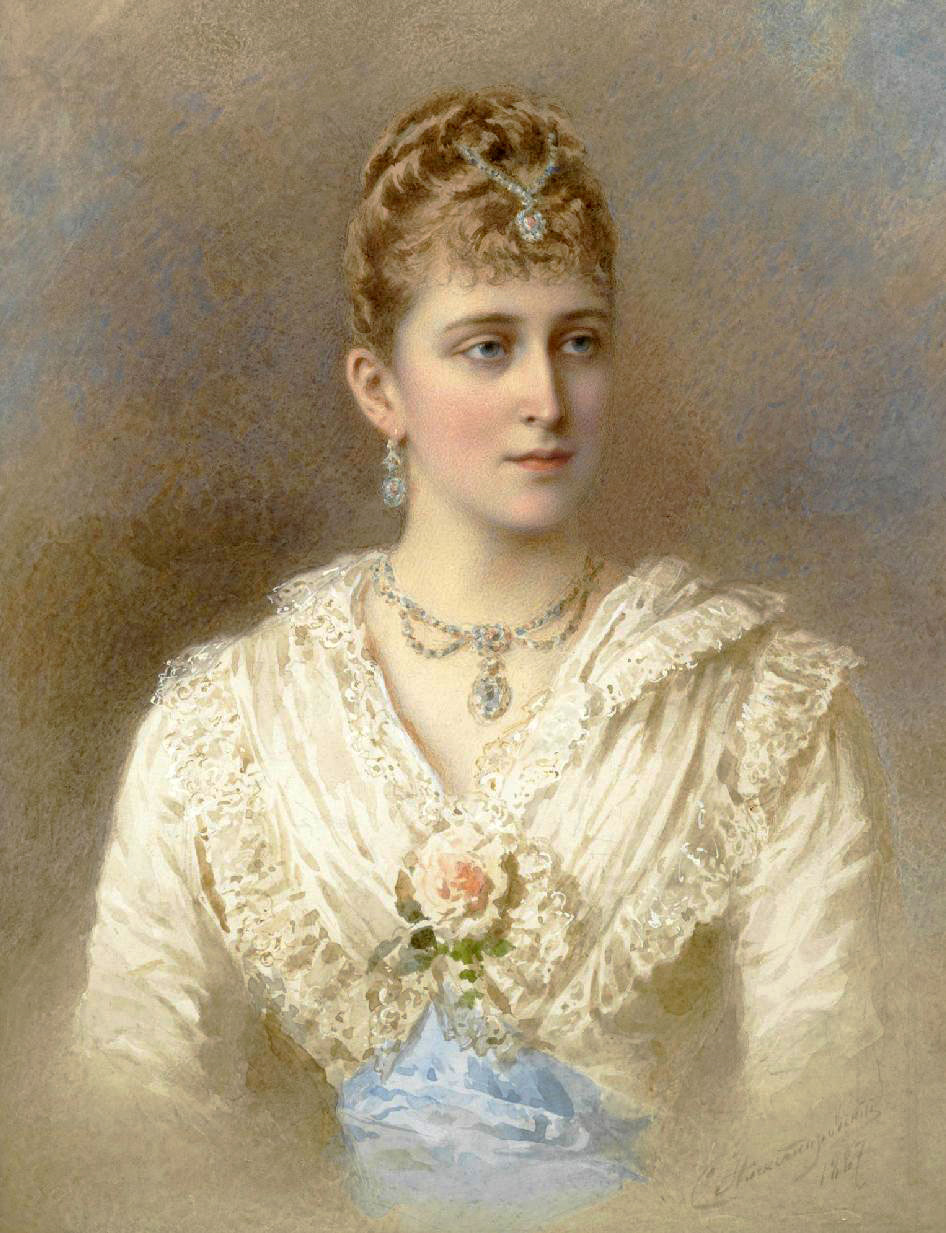
Портрет великой княгини Елизаветы Фёдоровны (1887)
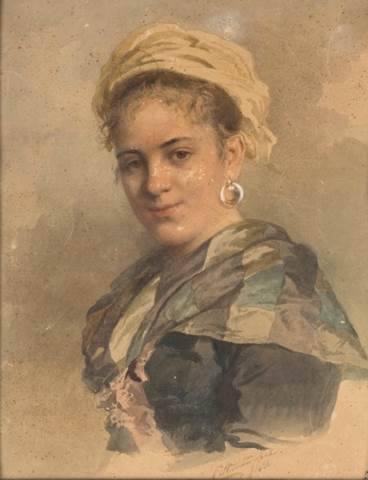
Женский портрет, 1886
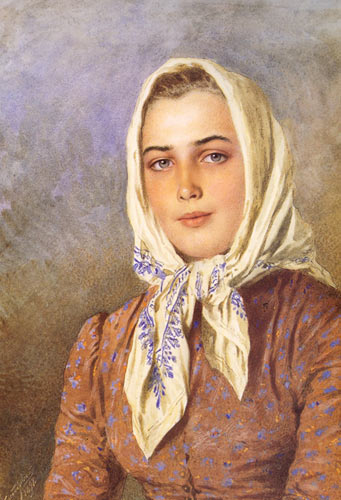
Портрет молодой девушки
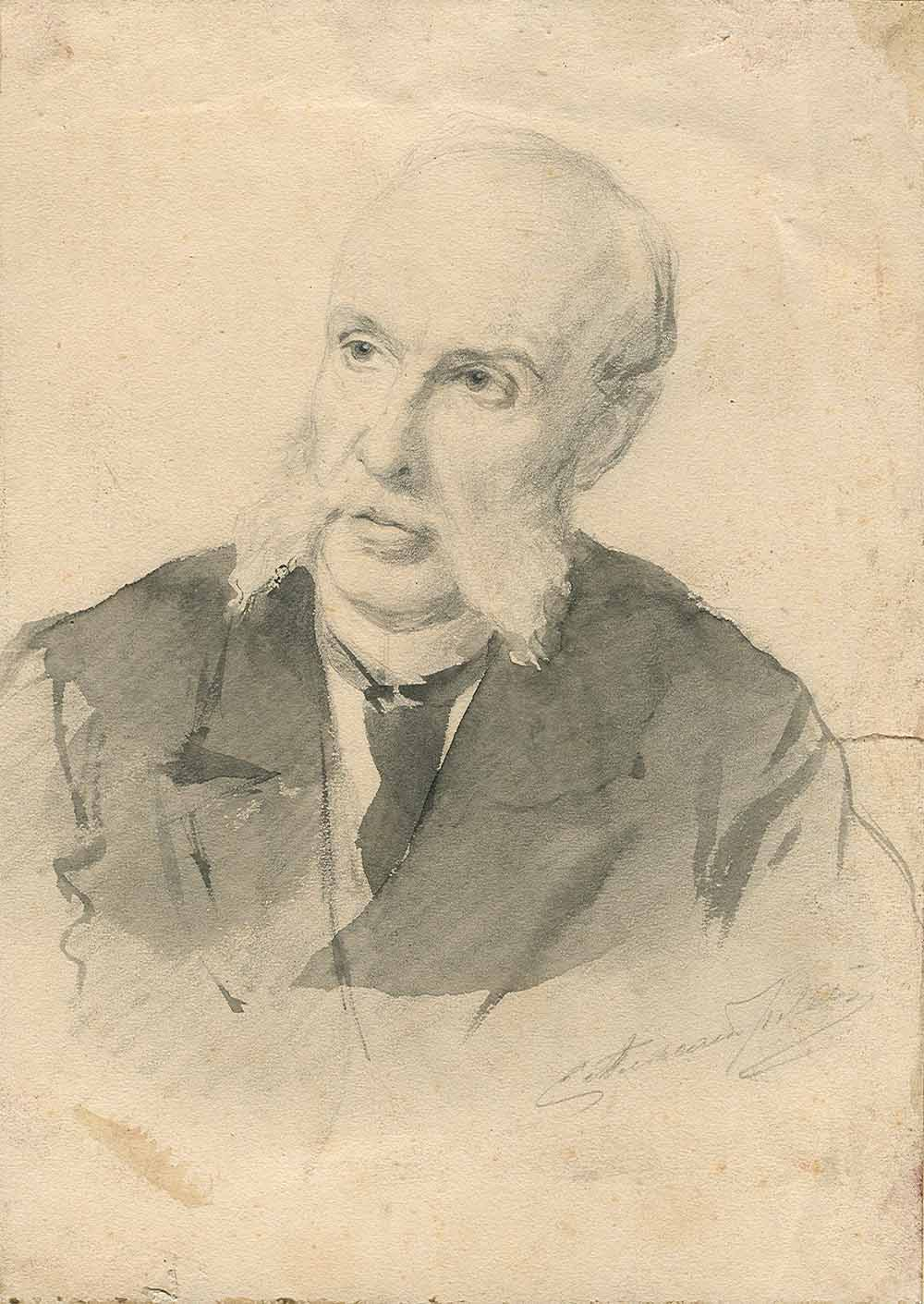
Портрет пожилого господина